# Алан Наннелі
Патрік Алан Наннелі (англ. Patrick Alan Nunnelee; 9 жовтня 1958, Тупело, Міссісіпі — 6 лютого 2015, там само) — американський політик-республіканець. З 2011 по 2015 рік він представляв 1-й округ штату Міссісіпі у Палаті представників США.
У 1980 році він закінчив Університет штату Міссісіпі. Згодом він працював у страховій компанії American Funeral Assurance Co., пізніше увійшов до ради компанії як віце-президент з продажів та маркетингу (його батько був генеральним директором цієї компанії). Разом з батьком він заснував компанію Allied Funeral Associates, Inc. і Allied Funeral Associates Insurance Company. У період з 1995 по 2010 рік він був членом Сенату штату Міссісіпі.
Був одружений, мав трьох дітей.